# Kongtong
Kongtong är ett stadsdistrikt och säte för stadsfullmäktige i Pingliangs stad på prefekturnivå i provinsen Gansu i nordvästra Kina. Det ligger omkring 270 kilometer öster om provinshuvudstaden Lanzhou. 
Kongtong är indelat i tre stadsdelsdistrikt, sju köpingar och tio socknar.
Stadsdelsdistrikt (jiedao):

- Dongguan (东关街道)
- Xijiao (西郊街道)
- Zhongjie (中街街道)

Köpingar (zhen):

- Anguo (安国镇)
- Baishui (白水镇)
- Caofeng (草峰镇)
- Huasuo (花所镇)
- Kongtong (崆峒镇)
- Liuhu (柳湖镇)
- Sishilipu (四十里铺镇)

Socknar (xiang):

- Baimiao (白庙乡)
- Daqin (大秦乡)
- Dazhai (大寨乡)
- Mawu (麻武乡)
- Shangyang (上杨乡)
- Suoluo (索罗乡)
- Xiamen (峡门乡)
- Xianglian (香莲乡)
- Xiyang (西阳乡)
- Zhaihe (寨河乡)